# De Cartier
De Cartier è il quarto album del gruppo Rap B.U.G. Mafia. È stato pubblicato il 20 settembre del 1998. In Romania ha venduto più di 130 000 copie.

## Tracce
| #  | Titolo                             | Tempo | Scrittore della traccia                                           | Produttore                                         | Performers                       | Credits                                                                  |
| -- | ---------------------------------- | ----- | ----------------------------------------------------------------- | -------------------------------------------------- | -------------------------------- | ------------------------------------------------------------------------ |
| 1  | "Intro"                            | 2:10  | V.Irimia, A.Demeter, D.Vlad-Neagu, E.Schneider                    | Tataee, co-produttori Caddy, Uzzi & Eddy Schneider |                                  | - Tastiera Tataee & Eddy Schneider                                       |
| 2  | "Ghici cine s'a întors"            | 3:49  | V.Irimia, A.Demeter, D.Vlad-Neagu                                 | Tataee, co-produttore Caddy                        |                                  | - Tastiera di Tataee                                                     |
| 3  | "Pentru '98"                       | 4:32  | A.Demeter, V.Irmia, D.Vlad-Neagu, C.Beldeanu, C. Andrei           | Tataee                                             | Iuliana "July" Petrache, Andreea | - Tastiera di Tataee & Camil Beldeanu - Chitarra di Cristi Andrei        |
| 4  | "Când te lovești de realitate"     | 4:47  | A.Demeter, D.Vlad-Neagu, V.Irimia, V.Sârbu, C.Andrei              | Tataee, co-produttore Uzzi & Caddy                 |                                  | - Tastiera di Tataee - Basso di Viorel Sârbu - Chitarra di Cristi Andrei |
| 5  | "Viața'i doar un drum spre moarte" | 5:18  | V.Irimia, D.Vlad-Neagu, C.Beldeanu, C.Andrei                      | Caddy                                              | Cătălina Toma                    | - Tastiera di Tataee - Chitarra di Cristi Andrei                         |
| 6  | "Raid mafiot 2"                    | 3:07  | A.Demeter, D.Vlad-Neagu, V.Irimia, G.Mitran                       | Tataee, co-produttore Uzzi                         |                                  | - Tastiera di Tataee - Basso du Gabi Mitran                              |
| 7  | "N'ai fost acolo"                  | 4:22  | V.Irimia, D.Vlad-Neagu, A.Demeter, G.Mitran                       | Tataee                                             |                                  | - Keyboards di Tataee - Basso di Gabi Mitran                             |
| 8  | "Hai să fim HIGH"                  | 4:17  | A.Demeter, V.Irimia, D.Gardescu, E.Schneider                      | Tataee, co-produttore Uzzi & Caddy                 | Puya, Cătălina Toma              | - Tastiera di Tataee & Eddy Schneider                                    |
| 9  | "Poveste fără sfârșit"             | 5:24  | V.Irimia, D.Vlad-Neagu, A.Demeter, C.Beldeanu, C.Andrei, G.Mitran | Tataee                                             | Cătălina Toma                    | - Basso di Gabi Mitran - Chitarra di Cristi Andrei                       |
| 10 | "Sânge latin"                      | 3:52  | D.Vlad-Neagu, V.Irimia, A.Demeter, C.Beldeanu                     | Tataee                                             |                                  | - Tastiera di Tataee & Camil Beldeanu                                    |
| 11 | "1, 2, 3"                          | 3:27  | A.Demeter, V.Irimia, D.Vlad-Neagu, S.Istrati                      | Tataee & Caddy                                     | Don Baxter, Gunja                | - Keyboards di Tataee & Camil Beldeanu                                   |
| 12 | "De cartier"                       | 4:24  | D.Vlad-Neagu, A.Demeter, V.Irimia                                 | Tataee                                             |                                  | - Tastiera di Tataee                                                     |
| 13 | "La vorbitor"                      | 4:06  | V.Irimia, A. Demeter, C.Beldeanu, C.Andrei                        | Tataee, co-produttore di Don Baxter                |                                  | - Keyboards di Tataee & Don Baxter - Chitarra di Cristi Andrei           |
| 14 | "Ai grijă de șmenaru' tău"         | 4:39  | V.Irimia, D.Vlad-Neagu, A.Demeter, C.Beldeanu                     | Tataee                                             | Cătălina Toma                    | - Keyboards di Tataee & Camil Beldeanu                                   |
| 15 | "Limbaj de cartier"                | 5:42  | V.Irimia, A.Demeter, D.Vlad-Neagu, C.Ion, C.Andrei                | Tataee, co-produttori Uzzi & Caddy                 | Cheloo, Puya                     | - Chitarra di Cristi Andrei                                              |